# Lijst van musea in Limburg (België)
Dit is een lijst van musea in de Belgische provincie Limburg.

## Musea

### As
- Kolenmuseum André Dumont

### Beringen
- Mijnmuseum Beringen

### Bocholt
- Brouwerijmuseum, Brouwerij Martens

### Genk
- Emile Van Dorenmuseum
- Openluchtmuseum Bokrijk
- Europlanetarium - centrum voor Sterrenkunde en aanverwante wetenschappen

### Hamont-Achel
- Simonshuis
- De Groote Oorlog Rond De Kluis

### Hasselt
- Kunstencentrum Z33
- Nationaal Jenevermuseum Hasselt
- Modemuseum Hasselt
- Provinciaal Museum
- Het Stadsmus (vroegere Museum Stellingwerff-Waerdenhof)
- Valentinusmuseum

### Lommel
- Museum De Kolonie - archeologisch museum
- Het Wateringhuis - nabij natuurgebied De Watering
- GlazenHuis - Vlaams centrum voor moderne glaskunst
- Molenmuseum - gelegen in het domein de Groote Hoef

### Maaseik
- Museactron (Regionaal Archeologisch Museum, Oudste apotheek van België, Bakkerijmuseum)
- John Selbach Museum

### Neerpelt
- Sint-Willibrorduskapel van Het Herent
- Heemkundig archeologisch museum Sint-Huibrechts-Lille

### Overpelt
- Molenmuseum - nabij Sevensmolen

### Peer
- Bruegelmuseum

### Sint-Truiden
- Kanttentoonstelling
- Festraetsstudio
- Museum Vlaamse Minderbroeders
- Stedelijk museum: Historisch Centrum Luchtmachtbasis Brustem
- Stedelijk Museum: Tentoonstelling en streekproductenmarkt
- Stedelijk Museum: De schatkamer van de Onze-Lieve-Vrouwekerk

### Tongeren
- Provinciaal Gallo-Romeins Museum
- Museum in de Moerenpoort